# Корой (Арад)
Корой (рум. Coroi) — село у повіті Арад в Румунії. Входить до складу комуни Крайва.
Село розташоване на відстані 401 км на північний захід від Бухареста, 67 км на північний схід від Арада, 127 км на захід від Клуж-Напоки, 108 км на північний схід від Тімішоари.

## Населення
За даними перепису населення 2002 року у селі проживали 134 особи, з них 133 особи (99,3%) румунів. Рідною мовою 133 особи (99,3%) назвали румунську.